# Dorina Vaccaroni
Dorina Vaccaroni (* 24. September 1963 in Lido di Venezia) ist eine ehemalige italienische Florett-Fechterin, die über zehn Jahre zur Weltklasse gehörte und Goldmedaillen bei allen großen Meisterschaften gewinnen konnte. Nach der Karriere im Fechten erzielte sie mehrere Erfolge im Straßenradsport bei Ultra-Distanz-Rennen.

## Karriere
Dorina Vaccaroni war bereits Jugendweltmeisterin, als sie im Alter von 16 Jahren erstmals an Olympischen Spielen teilnahm. Ein Jahr später gewann sie ihre ersten Medaillen bei der Europameisterschaft und bei der Weltmeisterschaft. 1982 siegte sie bei der Europameisterschaft in Mödling. Bei der Weltmeisterschaft in Rom unterlag sie erst im Finale Nailja Giljasowa aus der Sowjetunion; zusammen mit Carola Cicconetti, Anna Rita Sparaciari, Clara Mochi gewann sie den Titel in der Mannschaftswertung, den ersten Titel für die italienische Squadra nach 25 Jahren. Ein Jahr später gewann Dorina Vaccaroni in Wien den Weltmeistertitel in der Einzelwertung gegen Carola Cicconetti; die Squadra konnte ihren Titel aus dem Vorjahr verteidigen. 1984 gewann Dorina Vaccaroni bei den Olympischen Spielen in Los Angeles die Bronzemedaille, nachdem sie im Halbfinale gegen die Deutsche Cornelia Hanisch verloren hatte. Mit der Squadra verpasste sie im Halbfinale gegen die deutsche Mannschaft nach einem 8:8 um einen Treffer den Finaleinzug, im Kampf um Bronze siegte dann die französische Equipe. 
Nach einer Wettkampfpause kehrte Dorina Vaccaroni bei der Weltmeisterschaft 1987 in die Squadra zurück. Bei den Olympischen Spielen 1988 in Seoul gewann sie mit der Squadra Silber hinter der deutschen Mannschaft. Zusammen mit Giovanna Trillini, Margherita Zalaffi und Lucia Traversa gewann Vaccaroni 1990 in Lyon die Mannschaftsweltmeisterschaft, 1991 in Budapest gelang der Squadra mit Trillini, Zalaffi, Vaccaroni sowie Diana Bianchedi und Francesca Bortolozzi die erfolgreiche Titelverteidigung. Den dritten Mannschaftstitel in Folge erfocht die Squadra bei den Olympischen Spielen 1992 in Barcelona, in der gleichen Aufstellung wie bei der Weltmeisterschaft im Vorjahr gewannen die Italienerinnen im Finale gegen die deutsche Mannschaft.

## Statistik
- 1980
  - Olympische Spiele: 6. in der Einzelwertung
  - Olympische Spiele: 5. in der Mannschaftswertung
- 1981
  - Europameisterschaft: 2. in der Einzelwertung
  - Weltmeisterschaft: 3. in der Einzelwertung
- 1982
  - Europameisterschaft: 1. in der Einzelwertung
  - Weltmeisterschaft: 2. in der Einzelwertung
  - Weltmeisterschaft: 1. in der Mannschaftswertung
- 1983
  - Weltmeisterschaft: 1. in der Einzelwertung
  - Weltmeisterschaft: 1. in der Mannschaftswertung
- 1984
  - Olympische Spiele: 3. in der Einzelwertung
  - Olympische Spiele: 4. in der Mannschaftswertung
- 1987
  - Weltmeisterschaft: 3. in der Mannschaftswertung
- 1988
  - Olympische Spiele: 10. in der Einzelwertung
  - Olympische Spiele: 2. in der Mannschaftswertung
- 1990
  - Weltmeisterschaft: 1. in der Mannschaftswertung
- 1991
  - Weltmeisterschaft: 1. in der Mannschaftswertung
- 1992
  - Olympische Spiele: 1. in der Mannschaftswertung
- 1993
  - Weltmeisterschaft: 3. in der Mannschaftswertung

## Auszeichnungen
- Italiens Sportlerin des Jahres (La Gazzetta dello Sport): 1982, 1983